# أندريا كورث
أندريا كورث ( من مواليد 30 سبتمبر 1957) هي مجدفه ألمانية شاركت في دورة الألعاب الأولمبية الصيفية 1976.
في عام 1976 كانت عضوًا في طاقم السفينة الألمانية الشرقية التي فازت بالميدالية الذهبية في الحدث الرابع.

## روابط خارجية
- أندريا كورث على موقع الاتحاد الدولي للتجديف (الإنجليزية)
- أندريا كورث على موقع اللجنة الأولمبية الدولية (الإنجليزية)
- أندريا كورث على موقع أوليمبيديا (الإنجليزية)
- Andrea Kurth at FISA WorldRowing.com